# مايومي أوغاوا
مايومي أوغاوا (باليابانية: 小川眞由美؛ بالكانا: おがわ まゆみ) هي ممثلة يابانية، ولدت في 7 أكتوبر 1939 في أداتشي في اليابان. من الجوائز التي نالتها جائزة إيلان دور للوافد الجديد للسنة ‏ سنة 1965.

## جوائز
- جائزة إيلان دور للوافد الجديد للسنة [الإنجليزية]‏ (1965)

## وصلات خارجية
- مايومي أوغاوا على موقع IMDb (الإنجليزية)
- مايومي أوغاوا على موقع روتن توميتوز (الإنجليزية)
- مايومي أوغاوا على موقع ألو سيني (الفرنسية)
- مايومي أوغاوا على موقع ميوزك برينز (الإنجليزية)
- مايومي أوغاوا على موقع أول موفي (الإنجليزية)
- مايومي أوغاوا على موقع قاعدة بيانات الفيلم (الإنجليزية)